# Anica Tomić
Anica Tomić (Zagreb, 13. kolovoza 1980.) je hrvatska kazališna redateljica i glumica.

## Životopis
Diplomirala je komparativnu književnost i kroatistiku na Filozofskom fakultetu u Zagrebu, te kazališnu režiju i radiofoniju na Akademiji dramske umjetnosti u Zagrebu. Bila je stipendistica Amsterdamse Hogeschool voor de Kunsten, te je provela semestar na IUP - University of Pennsylvania, SAD; odsjek režije. Osnivačica je Theatre de femmes (amaterske kazališne skupine) koji je djelovao od 1995. – 2003.
Gotovo redovito na svojim projektima surađuje s dramaturginjom Jelenom Kovačić.
Kao glumica nastupa u kazalištu, te na filmu i televiziji.

## Profesionalne režije
- 2007. Jelena Kovačić/Anica Tomić: Imitatori glasova, Teatar &TD/KUFER (po motivima Thomasa Bernharda)
- 2007. Jelena Kovačić/Anica Tomić: Kučkini sinovi, Teatar &TD (po motivima Agote Kristof)
- 2007. Ratko Zvrko/Jelena Kovačić/Anica Tomić: Grga Čvarak, DK Dubrava
- 2008. Jelena Kovačić: Cirkuski slonić Charlie, Novi Život (po motivima Helen Aberson)
- 2008. Petra Radin/Anica Tomić: Grašak na zrnu kraljevne, Tvornica Lutaka (po motivima H.C.Andersona)
- 2008. Albert Camus/Anica Tomić: Kuga (u sklopu predstave: Didona i Eneja/Smrt u Veneciji), Teatar &TD
- 2008. Petra Radin/Anica Tomić: Piratska Akademija, Tvornica Lutaka/CeKaTe
- 2008. Anica Tomić/Jelena Kovačić: Oprostite, mogu li vam ispričati...?, ZKM
- 2009. Jelena Kovačić/Anica Tomić: Menažerija, HKD Teatar, Rijeka (po motivima Tennessee Williamsa)
- 2009. August Strindberg: Gospođica Julija, CDU/ZKM/Autocesta znanja
- 2009. Jelena Kovačić/Anica Tomić/Đuro Vilović: Dječak Ivek i pas Cvilek, Pinkleci, Čakovec/HNK Varaždin
- 2010. Jelena Kovačić/Anica Tomić: Ana i Mia, Mala scena
- 2010. Jelena Kovačić/Anica Tomić: Ovo bi mogla biti moja ulica, ZKM
- 2012. Jelena Kovačić/Anica Tomić: Did i repa, Gradsko kazalište lutaka Split (po motivima ruske narodne priče)
- 2012. Miroslav Krleža: Leda, ZKM/Međunarodni festival Kotor Art/Kraljevsko pozorište Zetski dom, Cetinje
- 2012. Kazališni triptih: Jalova, autorice: Magdalena Lupi Alvir/Jelena Kovačić/Anica Tomić/Ivana Sajko, Trafik, Rijeka/KUD Borza, Maribor, Slovenija
- 2014. Jelena Kovačić/Anica Tomić: My Little Corner of the World (prema drami Južnjak Werner Fassbindera), GDK Gavella, Zagreb
- 2014. Jelena Kovačić: Janje, ZKM/Bitef, Beograd/MESS, Sarajevo (dio trilogije Povijest jedne obitelji)
- 2015. Jelena Kovačić/Anica Tomić: Made in Hrvatska, (inspirirano filmom Holywoodski svršetak Woodyja Allena), GK Kerempuh, Zagreb
- 2015. Arthur Schnitzler: Daleka zemlja, HNK Zagreb
- 2016. Jelena Kovačić/Anica Tomić: Melodrama, HNK Split
- 2017. Jelena Kovačić/Anica Tomić: Magic Evening, Teatar &TD
- 2017. Jelena Kovačić/Anica Tomić: Preko sedam mora, preko sedam gora, Pinkleci, Čakovec
- 2018. Georg Büchner: Woyzek, HNK Ivana pl. Zajca, Rijeka
- 2018. Jelena Kovačić/Anica Tomić: Moj razred 2.B, Gradsko kazalište lutaka Split
- 2019. Goran Vojnović: Rajzefiber, Prešernovo Gledališče Kranj/Slovensko Ljudsko Gledališče Celje, Slovenija
- 2020. Jelena Kovačić/Anica Tomić: Hotel Zagorje (prema motivima romana Ivane Bodrožić), GDK Gavella, Zagreb
- 2020. Monovid-19 (omnibus dramskih tekstova hrvatskih autora), ZKM
- 2021. C. W. Gluck: Orfej i Euridika, HNK Zagreb
- 2024. Sivan Ben Yishai: Nora ili Kako kompostirati gospodarevu kuću, Deutsches Theater, Berlin, Njemačka
- 2024. Anica Tomić/Jelena Kovačić/Ivor Martinić: Priče s trajekta, Splitsko ljeto

## Nagrade
- 2010. Mali Marulić (Festival hrvatske drame za djecu) za režiju predstave Dječak Ivek i pas Cvilek.
- 2010. Nagrada "Veljko Maričić" (Međunarodni festival malih scena) za dramaturgiju predstava Oprostite, mogu li vam ispričati...? i Menažerija. (s Jelenom Kovačić)
- 2010. Nagrada ASSITEJ-a (Susret profesionalnih kazališta za djecu i mlade HC Assitej) za režiju predstave Dječak Ivek i pas Cvilek.
- 2011. Mali Marulić (Festival hrvatske drame za djecu) za režiju predstave Ana i Mia.
- 2011. Nagrada za dramski tekst (Dječji kazališni festival Pozorište Zvezdarište, Beograd) za tekst Ana i Mia. (zajedno s Jelenom Kovačić)
- 2011. Zlatna Žar ptica (Naj, naj, naj festival) za autorski projekt ostvaren predstavom Ana i Mia. (zajedno s Jelenom Kovačić).
- 2011. Nagrada Jurislav Korenić (MESS, Sarajevo) za najboljeg mladog redatelja/icu za režiju predstave Menažerija.
- 2011. Nagrada hrvatskog glumišta (HDDU) za dramu Ovo bi mogla biti moja ulica (zajedno s Jelenom Kovačić).
- 2013. Zlatna Žar ptica (Naj, naj, naj festival) za najbolju režiju predstave Did i repa.
- 2013. Mali Marulić (Festival hrvatske drame za djecu) za režiju predstave Did i repa.
- 2013. Marul (Marulićevi dani) za režiju predstave Leda.
- 2013. Marul (Marulićevi dani) za glazbeni koncept predstave Leda. (zajedno s Jelenom Kovačić i Franom Đurovićem).
- 2018. Mali Marulić (Festival hrvatske drame za djecu) za režiju predstave Preko sedam mora, preko sedam gora.
- 2019. Zlatna Žar ptica (Naj, naj, naj festival) za režiju predstave  Moj razred 2 b, GKL Split.
- 2020. Nagrada hrvatskog glumišta (HDDU) za režiju predstave Hotel Zagorje, GDK Gavella.

## Filmografija

### Televizijske uloge
- "Mamutica" kao Ines Marinčić (2010.)
- "Zauvijek susjedi" kao Dorotea i Nikolina (2007.)

## Vanjske poveznice
- Službena stranica  Arhivirana inačica izvorne stranice od 15. svibnja 2017. (Wayback Machine)